# (37478) 1120 T-1
1120 T-1 (asteroide 37478) é um asteroide da cintura principal. Possui uma excentricidade de 0.05189210 e uma inclinação de 4.53350º.
Este asteroide foi descoberto no dia 25 de março de 1971 por Cornelis Johannes van Houten e Ingrid van Houten-Groeneveld e Tom Gehrels em Palomar.